# Dryopteris conversa
Dryopteris conversa är en träjonväxtart som beskrevs av Cornelis Rugier Willem Karel van Alderwerelt van Rosenburgh. Dryopteris conversa ingår i släktet Dryopteris och familjen Dryopteridaceae. Inga underarter finns listade.